# Hybridfrucht

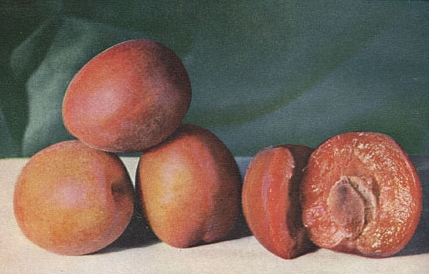
Beispiel für eine Hybridfrucht: Pluot

Hybridfrüchte werden durch die genetische Kreuzung von mehreren Obstsorten geschaffen. Die Hybride werden mit Pflanzenvermehrung-Methoden angebaut, um entweder eine völlig neue Fruchtsorte zu bekommen oder die Eigenschaften einer Frucht zu verbessern bzw. zu verändern. Sie entstehen erst durch Züchtungen nach mehreren Generationen (Sortenbildung).
Beispiele sind Pluot (Chinesische Pflaume, Aprikose), Minneola (Grapefruit und Mandarine).